# 井口台
井口台（いのくちだい）は、広島県広島市西区の町名・住宅地名。通称は井口台パークタウン。一丁目から四丁目まである。郵便番号は733-0844（広島西郵便局管区）。当地域の人口は7,680人、世帯数は2,860世帯。

## 地理

### 井口台の位置
井口台は広島市中心部（紙屋町）から西へ約8km、同市西区の西端に位置する住宅団地。鈴ヶ峰（北緯34度23分1秒 東経132度23分8秒 / 北緯34.38361度 東経132.38556度）南麓を切り開いた。北で井口町、東で鈴が峰、南で井口・井口鈴が台、西で広島市佐伯区皆賀・広島市佐伯区五日市町大字昭和台、北西で広島市佐伯区五日市町大字皆賀と接する。南側の他地区との境目には西広島バイパスが走る。

### 井口台団地内の地理
団地中心部は一丁目と二丁目の境目にあり、周辺には医療機関や、フジ井口店・アルゾ井口台店・エイブル広島・イマージュ本店などの商業施設・店舗、広島銀行井口台支店、日本郵便広島井口台郵便局が立地している。中心部から北寄りの三丁目には井口台公園（北緯34度22分49.3秒 東経132度22分47.7秒 / 北緯34.380361度 東経132.379917度）と広島市立井口台小学校、また、団地の東端の四丁目には広島市立井口台中学校が置かれている。三丁目にはマンション群のほか、広電バス広島南営業課が運行する井口台パークタウン線の終点である井口台パークタウンバス停（北緯34度22分54.6秒 東経132度22分46.8秒 / 北緯34.381833度 東経132.379667度）と、その路線のバスの車庫（北緯34度22分53秒 東経132度22分55.7秒 / 北緯34.38139度 東経132.382139度）もある。

## 歴史

### 団地名の由来
団地名は南側に古くからある井口という地名にちなむ。「井口」は戦国時代以来の古い地名である。当時は広島湾に突き出す半島であった鈴ヶ峰が「猪の口（いのくち）」の形に似ていたことに由来するという説、井口に隣接する古江の入り口、すなわち「江の口」が転じたという説がある。

### 沿革
井口台は三菱地所中国支店により計画された団地で、以下の年表に示す段階を経て造られた。なお、開発以前は井口台一帯は果樹園として使われていた。
年表
- 1970年8月　住宅用地買収開始
- 1977年9月　着工
- 1983年1月　販売開始

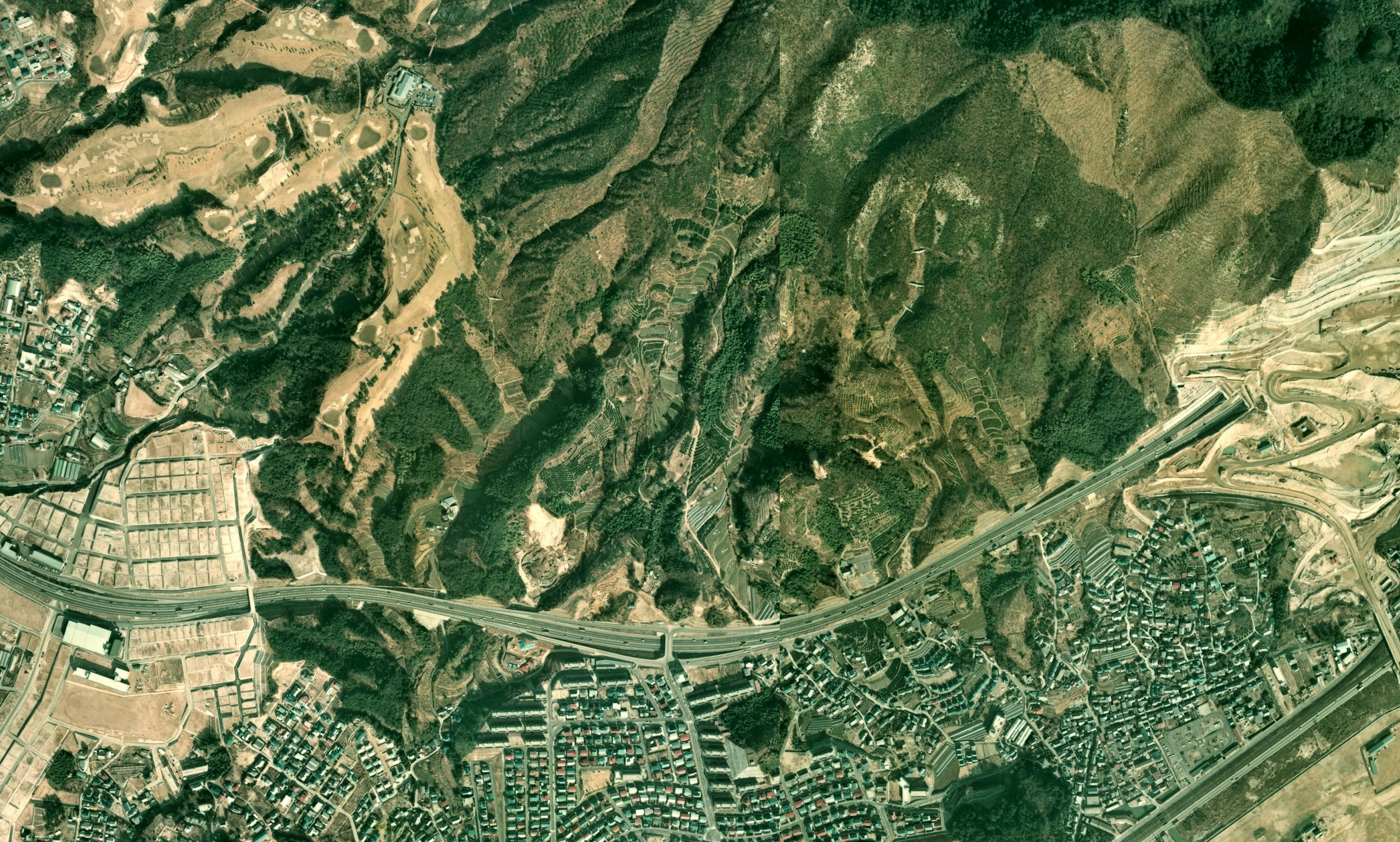
1974年度。造成前の様子。国土交通省 国土地理院 地図・空中写真閲覧サービスの空中写真を基に作成
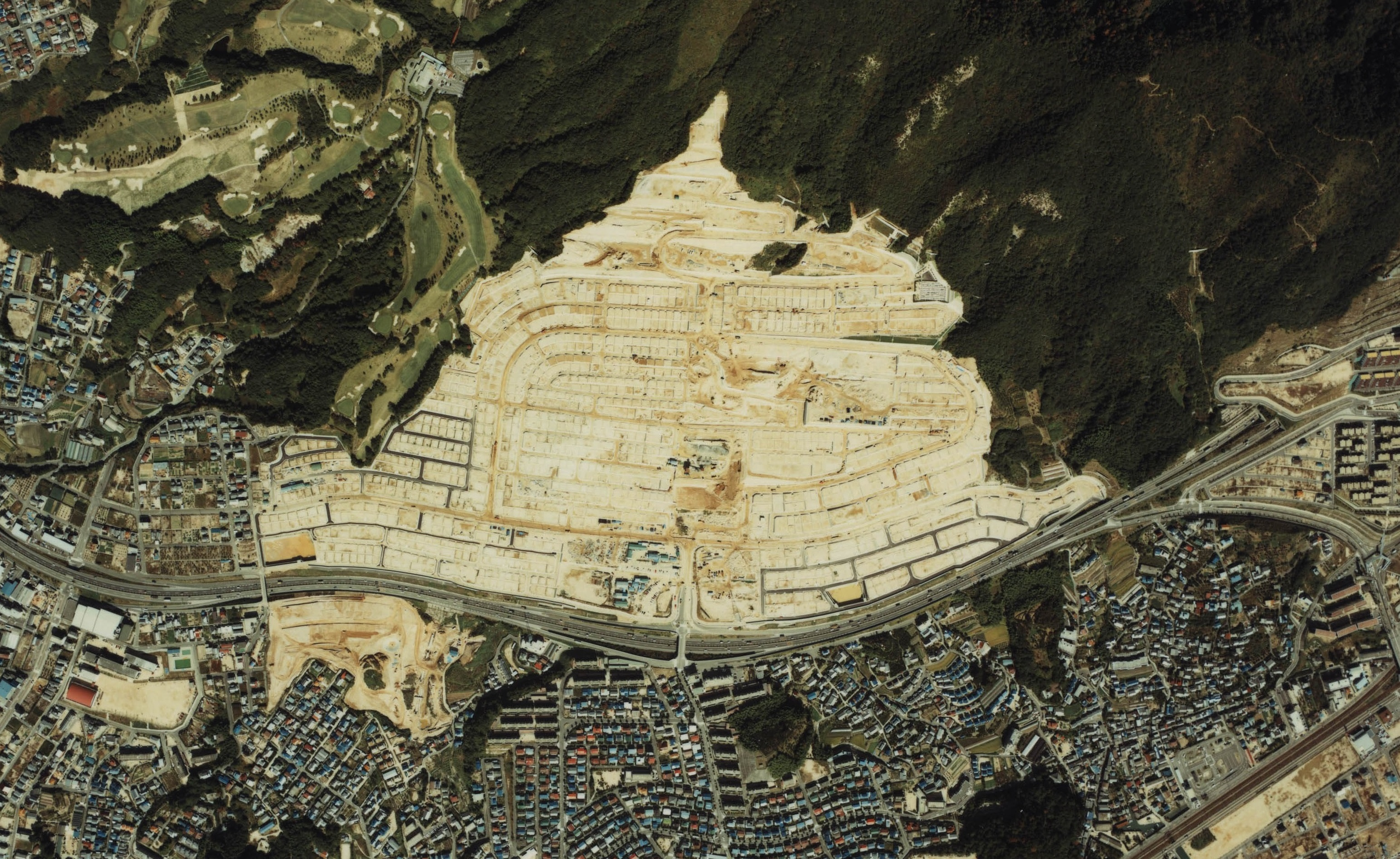
1981年度。写真中央の白く映っている場所がほぼ現在の井口台一丁目から三丁目と重なる。国土交通省 国土地理院 地図・空中写真閲覧サービスの空中写真を基に作成
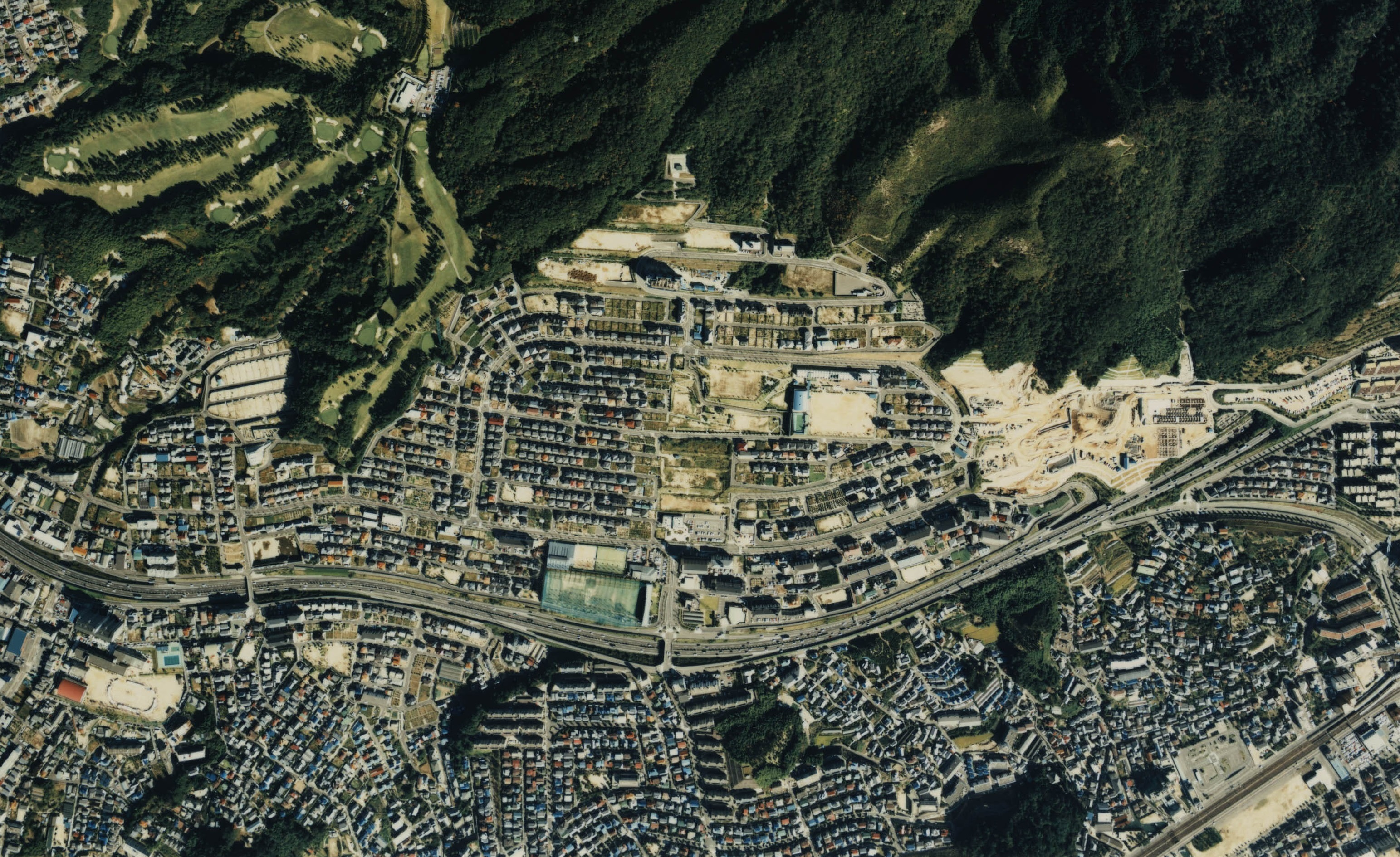
1988年度。販売開始から5〜6年ほど経った時の様子。現在の井口台四丁目の造成が行われている。国土交通省 国土地理院 地図・空中写真閲覧サービスの空中写真を基に作成

### 人口の変遷
総数 [戸数または世帯数：  、人口：  ]
| 1985年（昭和60年）9月末  | 632世帯 2,003人   |
| 1990年（平成2年）12月末  | 1,579世帯 5,006人 |
| 2000年（平成12年）12月末 | 2,577世帯 7,706人 |
| 2010年（平成22年）12月末 | 2,770世帯 7,672人 |
| 2014年（平成25年）2月末  | 2,860世帯 7,680人 |

## 交通

### バス
広島電鉄によるバスである広電バスが運行され、団地内には8つのバス停が存在している。商工センター方面からはアルパーク（北緯34度22分24.9秒 東経132度23分40.4秒 / 北緯34.373583度 東経132.394556度）発の井口台パークタウン行がおおよそ1時間に1本の間隔で運行されている。この便はJR西日本山陽本線新井口駅、広島電鉄宮島線商工センター入口駅付近にある新井口駅バスストップ（北緯34度22分35.9秒 東経132度23分30.2秒 / 北緯34.376639度 東経132.391722度）を経由し、上り便2便（急行）を除き鈴が峰住宅経由である。広島市中心部からは、広島バスセンター発の井口台パークタウン行がおおよそ1時間に1本の間隔で運行されている。この便は、上り1便（市役所経由）を除き、JR西日本山陽本線西広島駅、広島電鉄宮島線広電西広島（己斐）駅付近にある己斐バスストップ（北緯34度23分47.5秒 東経132度25分40.7秒 / 北緯34.396528度 東経132.427972度）を経由する。
そのほか、団地外には、団地東側に鈴が峰住宅中央バスストップ（北緯34度22分47.5秒 東経132度23分29.1秒 / 北緯34.379861度 東経132.391417度）、団地南東側に鈴が峰住宅西バスストップ（北緯34度22分41.1秒 東経132度23分13.8秒 / 北緯34.378083度 東経132.387167度）、団地南側の井口鈴が台に鈴が台バスストップ（北緯34度22分32.3秒 東経132度22分43秒 / 北緯34.375639度 東経132.37861度）、団地南西側に井口四丁目バスストップ（北緯34度22分35.4秒 東経132度22分26.5秒 / 北緯34.376500度 東経132.374028度）があり、これら4つのバス停には市役所経由の広島バスセンター行などが停車する。鈴が峰住宅中央バスストップは美鈴が丘高校行、山田団地行も停車する。

### 鉄道
JR山陽本線新井口駅（北緯34度22分32.4秒 東経132度23分31.3秒 / 北緯34.375667度 東経132.392028度）、広島電鉄宮島線商工センター入口駅（北緯34度22分31.9秒 東経132度23分31.9秒 / 北緯34.375528度 東経132.392194度）は、上述の新井口駅バスストップのすぐそばにある。上2駅ならびに広島電鉄宮島線の井口駅（北緯34度22分18.6秒 東経132度23分9.8秒 / 北緯34.371833度 東経132.386056度）、修大協創中高前駅（北緯34度22分5.3秒 東経132度22分27.2秒 / 北緯34.368139度 東経132.374222度）までいずれも団地中心部から徒歩で10-20分、JR西日本山陽本線の五日市駅（北緯34度22分0.8秒 東経132度22分4.9秒 / 北緯34.366889度 東経132.368028度）へは徒歩で20-30分。また、JR西日本山陽本線西広島駅（北緯34度23分52.1秒 東経132度25分40.7秒 / 北緯34.397806度 東経132.427972度）、広島電鉄宮島線広電西広島駅（北緯34度23分48.7秒 東経132度25分40.6秒 / 北緯34.396861度 東経132.427944度）は、上述の己斐バスストップのすぐ近くにある。

### 道路
南側の他地区との境を走る西広島バイパス（国道2号）商工センターランプ（北緯34度22分40.8秒 東経132度23分10.6秒 / 北緯34.378000度 東経132.386278度）、井口ランプ（北緯34度22分33.4秒 東経132度22分43.4秒 / 北緯34.375944度 東経132.378722度）、皆賀ランプ（北緯34度22分35.9秒 東経132度22分6.6秒 / 北緯34.376639度 東経132.368500度）が利用可能である。

### 学校
1. ↑  “広島市立井口台小学校”. 2013年12月14日閲覧。（北緯34度22分48.5秒 東経132度22分54.2秒 / 北緯34.380139度 東経132.381722度）
2. ↑  “広島市立井口台中学校”. 2013年12月14日閲覧。（北緯34度22分46.6秒 東経132度23分14.9秒 / 北緯34.379611度 東経132.387472度）

### 公共交通機関
1. ↑  “広島電鉄”. 2013年12月14日閲覧。
2. 1 2  “広電バス路線図”.   広島電鉄. 2013年12月14日閲覧。
3. ↑  “広電バス井口台パークタウン線時刻表”.   広島電鉄. 2013年12月14日閲覧。 (PDF)

### 商業施設
1. ↑  “フジ井口店”. 2013年12月14日閲覧。（北緯34度22分40秒 東経132度22分47秒 / 北緯34.37778度 東経132.37972度）
2. ↑  “万惣井口台店”. 2013年12月14日閲覧。（北緯34度22分38.4秒 東経132度22分38.1秒 / 北緯34.377333度 東経132.377250度）
3. ↑  “エイブル広島”. 2013年12月14日閲覧。（北緯34度22分37.9秒 東経132度22分43.7秒 / 北緯34.377194度 東経132.378806度）
4. ↑  “イマージュ井口台店”. 2013年12月14日閲覧。（北緯34度22分38.1秒 東経132度22分46.1秒 / 北緯34.377250度 東経132.379472度）
5. ↑  “広島銀行”. 2013年12月14日閲覧。（北緯34度22分36.1秒 東経132度22分45.9秒 / 北緯34.376694度 東経132.379417度）
6. ↑  “広島井口台郵便局”. 2013年12月14日閲覧。（北緯34度22分41.2秒 東経132度22分49.1秒 / 北緯34.378111度 東経132.380306度）